# 沙畹
爱德华·埃马纽埃尔·沙瓦纳（法語：Édouard Émmannuel Chavannes，1865年10月5日—1918年1月29日），漢名沙畹，字滋兰，号狮城博士，被认为是19世纪末20世纪初世界上最有成就的汉学大师之一，也是法国敦煌学研究的先驱者，有“欧洲汉学泰斗”之誉。

## 生平
沙畹是世界上最早开始整理研究敦煌与新疆文物的学者之一，是法国敦煌学研究的先驱。此后的法国汉学家伯希和与马伯乐都出自其门下。沙畹还将中国最著名的史学著作《史记》以及《後漢書》有關西域的部分翻译成了法文。

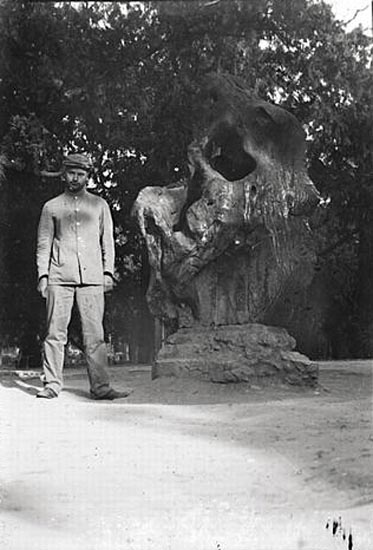
1907年，沙畹在泰安府岱庙。

沙畹曾于1891年与1907年两度赴泰安考察，并登上泰山，搜集了大量文献资料，其中第二次考察还带上了俄国汉学家阿列克谢耶夫与摄影师，拍摄了不少照片。
他的最後一部著作，研究了古代中國對於泰山的崇拜。這部著作結合了考據學以及田野調查，開啟了歐洲現代漢學的先河。